# San Marino na Letnich Igrzyskach Olimpijskich 2008
San Marino na Letnich Igrzyskach Olimpijskich 2008 reprezentowało 4 sportowców - 2 mężczyzn i 2 kobiety. Wystartowali oni w trzech dyscyplinach: lekkoatletyce, pływaniu oraz w strzelectwie.
Był to jedenasty start San Marino jako niepodległego państwa na letnich igrzyskach olimpijskich. Wcześniej startowali w 1960 w Rzymie, a następnie po ośmiu latach w Meksyku. Od tamtego czasu zawodnicy z San Marino startują nieprzerwanie.

## Reprezentanci

### Strzelectwo
- Daniela Del Din[1] - odpadła w eliminacjach (15. rezultat)

### Lekkoatletyka
- bieg na 400 metrów mężczyzn: Ivano Bucci[1] - odpadł w eliminacjach

### pływanie
W pływaniu podczas igrzysk w Pekinie San Marino reprezentowali dwaj sportowcy, jednak bez sukcesów Simona Muccioli oraz Emanuele Nicolini.
| Zawodnik          | Konkurencja             | Eliminacje | Eliminacje | Półfinał       | Półfinał       | Finał          | Finał          |
| Zawodnik          | Konkurencja             | Wynik      | Pozycja    | Wynik          | Pozycja        | Wynik          | Pozycja        |
| ----------------- | ----------------------- | ---------- | ---------- | -------------- | -------------- | -------------- | -------------- |
| Simona Muccioli   | 100 m stylem motylkowym | 1:04.91    | 49         | nie awansowała | nie awansowała | nie awansowała | nie awansowała |
| Emanuele Nicolini | 200 m stylem dowolnym   | 1:59.47    | 56         | nie awansowała | nie awansowała | nie awansowała | nie awansowała |